# 長薗安浩
長薗 安浩（ながぞの やすひろ、1960年6月10日 - ）は、日本の小説家、編集者。日本ペンクラブ会員。大正大学特命教授。

## プロフィール
- 1960年6月10日、長崎県に生まれる。
- 南山大学法学部卒業後、リクルートに入社。
- 1988年、『就職ジャーナル』編集長に就任。
- 1994年、『ダ・ヴィンチ』創刊編集長に就任。「就職氷河期」で流行語大賞特別造語賞受賞。
- 1999年、「ウェルウィッチアの島」（『文學界』3月号）で小説家デビュー。
- 2001年、6月にリクルートを退社し、以後執筆活動に専念。

## 作品リスト

### 小説
- 祝福（2002年11月20日、小学館、ISBN 9784093874021）
- シュヴァイツァーの仕事（2005年6月10日、集英社、ISBN 9784087747621）
  - シュヴァイツァーの仕事（『すばる』2003年12月号）
  - 神聖な甲虫（『すばる』2004年7月号）
  - 双子のプール（『すばる』2003年6月号）
- セシルのビジネス（2005年12月1日、小学館、ISBN 9784093861564）
  - 新文芸誌『きらら』、携帯ニュースサイト『The news』に連載
- あたらしい図鑑（2008年6月10日、ゴブリン書房、ISBN 9784902257137）
- 最後の七月（2010年5月、理論社、ISBN 9784652079737）
- 夜はライオン（2013年7月、偕成社、ISBN 9784037441807）

#### 単行本未収録作品
- ウェルウィッチアの島（『文學界』1999年3月号）
- 音信（『すばる』2005年6月号）
- コラージュ日和（『すばる』2005年12月号）
- 他人の時間（『すばる』2006年12月号）
- 空庭（『すばる』2007年6月号）

### 絵本
- はっくしょんベイビー ライオンにあう（2004年5月5日、スターツ出版、ISBN 9784883810277）

### その他
- 『ダ・ヴィンチ』の冒険 若い読者をどう獲得したか（長薗安浩・出版科学研究所の連名、1996年1月）
- きょうも命日（2003年8月10日、中央公論新社、ISBN 9784121500984）
- 詩人からの伝言（田村隆一・語り、長薗安浩・文２009年6月25日、メディアファクトリー、ISBN 9784840128223）